# Albert Baumann
Albert Baumann war ein Schweizer Sportschütze.

## Olympia 1896 Athen
Baumann nahm als zweiter Schweizer Sportler neben Louis Zutter an den Olympischen Sommerspielen 1896 in Athen teil. Er wurde im Militärgewehrbewerb (200 Meter) Achter mit 1.294 Punkten. Der Olympiasieger Pantelis Karasevdas hatte 2.320 Punkte. Er war neben Zutter der erste Schweizer Olympionike.